# Scott Morrison
Scott John Morrison (n. 13 mai 1968, Sydney, Noul Wales de Sud, Australia) este un politician australian care a fost al 30-lea prim-ministru al Australiei până în 2022. El a preluat funcția în august 2018 o dată cu alegerea sa ca lider al Partidului Liberal.

## Biografie
Morrison s-a născut în Sydney și a studiat geografia economică la Universitatea din New South Wales. A lucrat ca director al Biroului de turism și sport din Noua Zeelandă în perioada 1998-2000 și a fost director general al turismului Australia în perioada 2004-2006. A fost ales în Camera Reprezentanților la alegerile din 2007 pentru Divizia Cook din New South Wales și a fost numit rapid în cabinetul pe care opoziția îl are pregătit în cazul în care va ajunge la putere.
După victoria Coaliției la alegerile din 2013, Morrison a fost numit ministru pentru imigrație și protecția frontierelor în guvernul prim-ministrului Tony Abbott, unde a fost responsabil cu implementarea Operațiunii Frontiere Suverane. După o remaniere a cabinetului realizată în anul următor, a devenit ministru pentru servicii sociale. Ulterior a fost promovat în rolul de Trezorier în septembrie 2015, după ce Malcolm Turnbull l-a înlocuit pe Abbott în funcția de prim-ministru.
În august 2018, ministrul afacerilor interne, Peter Dutton a încercat, fără succes să îl schimbe pe Turnbull de la conducerea Partidului Liberal. Tensiunea la conducerea partidului continuat, iar acesta a votat să organizeze un al doilea scrutin pentru alegerea conducerii pe 24 august, Turnbull alegând să nu candideze. În cadrul acelui scrutin, Morrison a fost văzut ca un candidat de compromis și i-a învins atât pe Dutton, cât și pe ministrul de externe, Julie Bishop, devenind lider al Partidului Liberal. A fost învestit în funcția de prim-ministru de către guvernatorul general mai târziu în acea zi.